# Музыка цыган

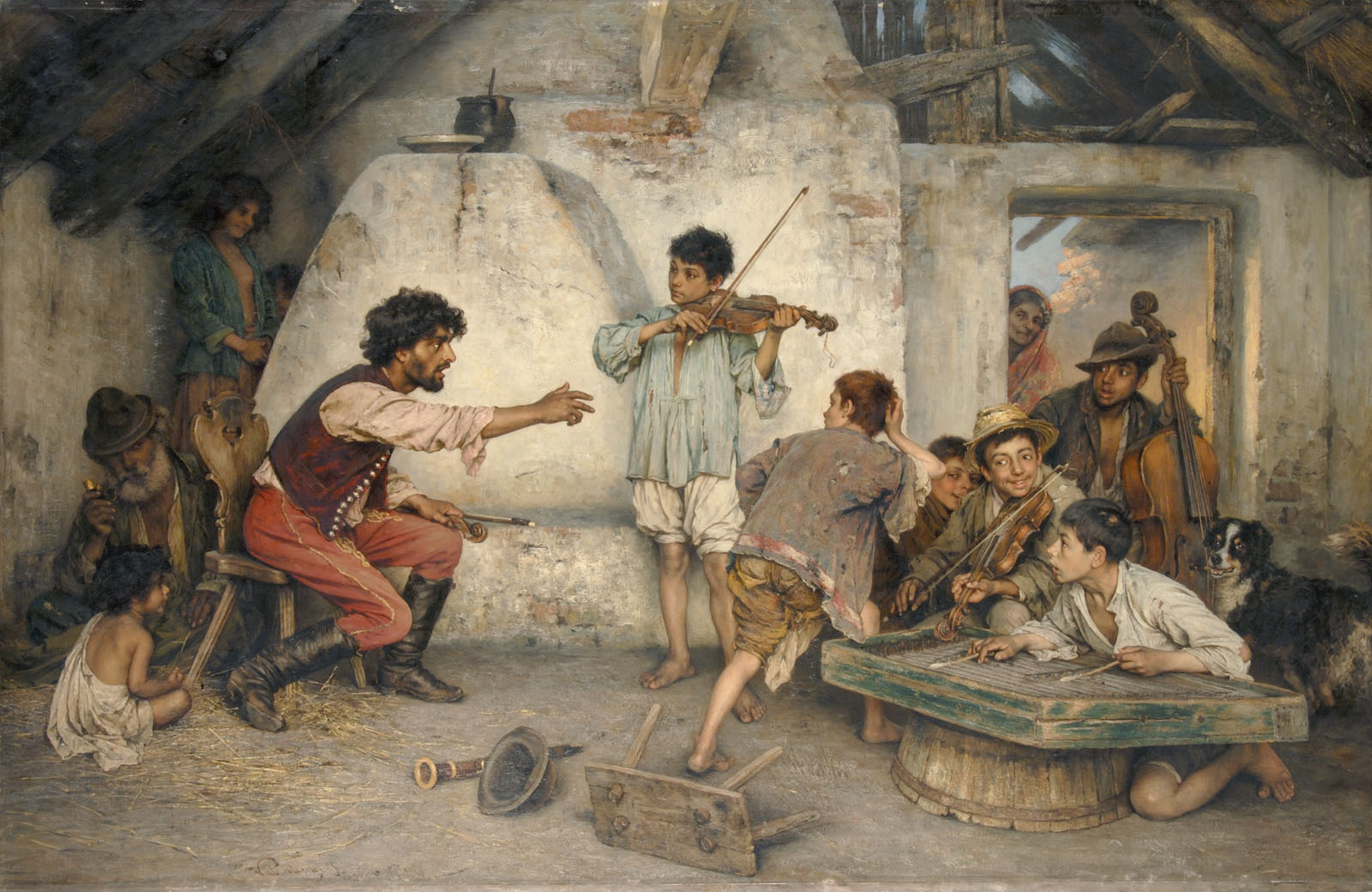
Цыганская школа, Янош Валентини

Одним из основных занятий цыган является музыка. Репертуар включает собственные таборные песни, а также песни других народов и популярные композиции из европейской профессиональной музыки XVIII—XIX веков, которые вошли в репертуар цыганских капелл, и др. Цыгане не обладают единой музыкальной культурой, однако цыганская музыка и исполнительство обладают общими чертами: гемиольные звукоряды (венгерская или цыганская гамма), микротоновая мелизматика и глиссандирование, гортанная подача звука. Таборная музыка характеризуется преимущественно как вокальная одноголосная, основными жанрами являются протяжные и быстрые танцевальные песни; и на те, и на другие оказал влияние фольклор окружающих народов. Ряд заимствованных песен также считаются таборными.
В среде венгерских цыган распространены инструментальные ансамбли (применяются скрипки, цимбалы, контрабас) и жанры (вербункош, чардаш). В Молдавии и Румынии обладают высоким исполнительским мастерством цыгане — лэутары (см. лэутарская музыка).
В России в XVIII—XIX веках имели распространение так называемые цыганские хоры, поющие в русской подголосочной манере, но с сохранением характерной для таборной музыки ладовой окраски и в сопровождении гитар. Первый такой хор был создан в 1774 году по распоряжению граф А. Г. Орлова-Чесменского в Пушкино. Он получил известность как Соколовский хор, по имени своего первого руководителя, главы цыган Ивана Соколова. Как и другие цыганские хоры, Соколовский хор пел в русской подголосочной манере, однако с сохранением характерной для таборной музыки ладовой окраски и в сопровождении гитар. Крепостные цыгане получили свободу в 1807 году, и Соколов стал первым в династии цыганских хормейстеров. Хор выступал в престижном московском ресторане «Яр» («Соколовский хор у Яра»). По воспоминаниям А. Мартынова, концертировавший в 1843 году в Москве Ференц Лист пришёл в восторг от мастерства исполнения этого хора. Свой первый концерт в Большом театре он открыл вариациями на тему цыганской песни «Ты не поверишь, как ты мила».
До настоящего времени сохраняется пение на эстраде цыганского романса. В Москве действует цыганский театр «Ромэн». К числу известных российских цыганских музыкантов принадлежат скрипач Михаил Эрденко, певец Николай Сличенко.
Темы семейной и этнической лояльности, типичные для цыганской музыки, помогли сохранить определённые представления, однако некоторые исполнители из числа более молодых и талантливых оказались привлечены материальным вознаграждением во внешнем мире.
О цыганском фольклоре советский филолог и индолог А. П. Баранников (1931) писал: «Воровство и вытекающие из него последствия являются богатейшей и излюбленной темой цыганской песни. В огромном количестве песен… воровство рассматривается… как занятие весьма похвальное, проявление удали и молодечества, даже героизма, и отсутствие умения воровать цыганская песня рассматривает как крупный и постыдный недостаток». В доказательство учёным приводятся четыре песни, записанные им на Украине. Приведённые Баранниковым четыре цыганских украинских песни не зафиксированы другими исследователями, и само их существование сомнительно, поскольку сэрвы (украинские цыгане) почти не имеют собственно цыганского фольклора и поют украинские народные песни. В другой работе Баранников приводит ещё 17 песен, полученных от одного и того же неизвестного информатора, некой «цыганки из Льгова». Вопреки утверждению Баранникова об огромном количестве цыганских песен, воспевающих воровство, в русско-цыганском, кэлдэрарском и ловарском фольклоре процент песен, где упоминается кража, чрезвычайно мал (10 из 302, включённых в анализ), причём тема криминала в них чаще не главная, а побочная. Фольклор восхваляет не кражу, а мену лошадей. Часто герои песен именно покупают еду, одежду, украшения, повозки и предметы обихода. Большое число фольклорных текстов посвящёно тому, что злодеи отняли последнее у цыгана. В кинофильмах могут присутствовать цыганские песни, воспевающие воровство, однако их тексты создавалась или видоизменялась для выполнения определённой творческой задачи фильма, а не являются отражением цыганской культуры. Например, текст народной песни «Бричка» для фильма «Табор уходит в небо» (1975) был переделан: вместо строки «Ай, бричка, бричка э тачанка» появилась фраза «Ай, бричка, бричка мэ чорава» («бричку украду я»). Знаменитая песня из фильма «Неуловимые мстители» (1966): «На семь замков запирай вороного — Выкраду вместе с замками…» — и вовсе не имеет отношения к цыганскому фольклору, а была написана не цыганом.